# Erysimum myriophyllum
Erysimum myriophyllum är en korsblommig växtart som beskrevs av Johan Martin Christian Lange. Erysimum myriophyllum ingår i släktet kårlar, och familjen korsblommiga växter. Inga underarter finns listade i Catalogue of Life.